# Cardamine asarifolia
Cardamine à feuilles d'asaret
Espèce
Classification phylogénétique
Cardamine asarifolia, la cardamine à feuilles d'asaret, est une espèce de plante herbacée de la famille des brassicacées.

## Description
Plante haute de 30 à 50 cm aux feuilles simples, crénelées, arrondies, réniformes. Fleurs groupées au sommet de la tige, 4 pétales libres blancs, 4 sépales jaunâtres, 6 étamines (2 plus longues) à anthères violettes, floraison de mai à juin. Fruits (siliques) allongés à maturité (2 à 3 cm), 2 valves tombent alors et découvrent les graines fixées à une fausse cloison.

## Distribution
Montagnes du centre et du sud-ouest de l'Europe (En France : Alpes).

## Habitat
Bord des ruisseaux, pelouses très humides en terrain siliceux.